# Faglige Seniorer
Faglige Seniorer er fagbevægelsens ældreorganisation med over 260.000 medlemmer og 600 klubber fordelt over hele landet. 22 fagforbund er tilknyttet Faglige Seniorer. Organisationen udgiver et ugentligt nyhedsbrev til 195.000 abonnenter.